# Дубова Корчма
Ду́бова Корчма — село в Україні, у Луцькому районі Волинської області. Входить до складу Городищенської сільської громади. Населення становить 130 осіб.

## Історія
У 1906 році хутір Чаруківської волості Луцького повіту Волинської губернії. Відстань від повітового міста 34 верст, від волості 14. Дворів 17, мешканців 119.
До 27 квітня 2017 року село входило до складу Угринівської сільської ради Горохівського району Волинської області.
19 липня 2020 року в результаті адміністративно-територіальної реформи та ліквідації Горохівського району село увійшло до складу новоутвореного Луцького району.

## Населення
Згідно з переписом УРСР 1989 року чисельність наявного населення села становила 180 осіб, з яких 81 чоловік та 99 жінок.
За переписом населення України 2001 року в селі мешкала 181 особа.

### Мова
Розподіл населення за рідною мовою за даними перепису 2001 року:
| Мова       | Відсоток |
| ---------- | -------- |
| українська | 98,90 %  |
| російська  | 1,10 %   |

## Релігія
Церква св. ап. Андрія Первозваного, належить до Української православної церкви. Настоятель ієрей Михайло Стрільчук.[джерело?]